# Medalla Sampson

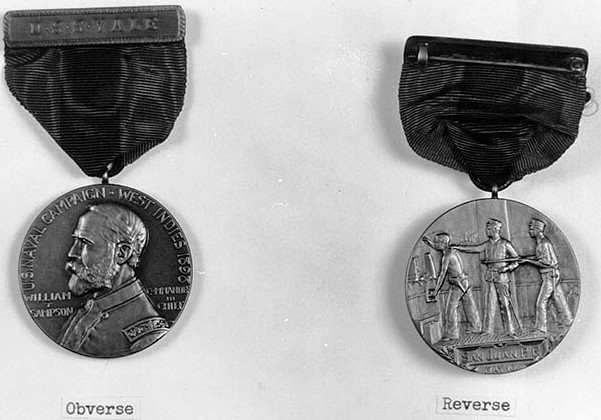
Reverse de la Medalla Sampson

La medalla Sampson (anglès: Sampson Medal) va ser una medalla de campanya de la Marina dels Estats Units. La medalla va ser autoritzada per una Llei del Congrés de 1901. La medalla va ser atorgada a aquells membres del personal que van servir en vaixells de la flota del contraalmirall William T. Sampson durant les operacions de combat a les aigües de les Índies Occidentals i Cuba. La Medalla Sampson també era coneguda com la Medalla de la Campanya Naval de les Índies Occidentals (anglès West Indies Naval Campaign Medal), que no s'ha de confondre amb la Medalla de la Campanya de les Índies Occidentals, que era un premi separat. Una decoració commemorativa similar va ser la Medalla Dewey, considerada superior a la Medalla Sampson.

## Creació
La medalla Sampson va ser autoritzada per primera vegada per una resolució conjunta del Congrés dels Estats Units el 3 de març de 1901. La resolució va autoritzar el secretari de la Marina a produir medalles de bronze per commemorar els enfrontaments navals a les Índies Occidentals i a les costes de Cuba durant el Guerra hispanoamericana. La medalla s'havia de lliurar als oficials i homes de la Marina i el Cos de Marines dels Estats Units que van participar en enfrontaments i batalles que es consideraven de suficient importància per merèixer la seva commemoració.
La resolució també estipulava que aquells que poguessin ser elegibles per al reconeixement per participar en més d'un compromís no rebran una segona medalla, sinó que rebran una "barra de bronze degudament inscrita, que s'enganxarà a la cinta per la qual se suspèn la medalla."

## Disseny
L'anvers de la medalla va ser dissenyat per Charles E. Barber. Representa un bust de l'almirall Sampson. El revers va ser dissenyat per George T. Morgan. Representa un oficial de la Marina, un mariner i un marine dempeus sobre un bloc identificant l'acció per la qual es va atorgar la medalla.
Penjant la cinta de la medalla hi ha un fermall amb el nom del vaixell del destinatari. El nom del destinatari està gravat a la vora inferior de la medalla, sent una de les dues medalles emeses oficialment amb nom a un destinatari.
Els fermalls de campanya o barres de combat estaven autoritzats per al seu desgast a la cinta, mostrant diferents batalles i el nom del vaixell que havia participat. La medalla es va emetre per a 47 enfrontaments o batusses i alguns van ser guardonats amb diverses barres de combat. Quan es portava com a cinta en un uniforme militar, no hi havia dispositius autoritzats.